# Let's Go! あたしンち
「Let's Go! あたしンち」は、ザ・タチバナーズのシングル。2005年12月21日にコロムビアミュージックエンタテインメントから発売された。

## 概要
- ザ・タチバナーズは、『あたしンち』の登場人物である母（渡辺久美子）、みかん（折笠富美子）、ユズヒコ（阪口大助）、父（緒方賢一）の4人からなるユニットである[1]。
- 表題曲の「Let's Go! あたしンち」は、テレビ朝日系列で放送されたテレビアニメ『あたしンち』の2代目エンディングテーマとして[2]、第162回（2005年12月3日）から第232回（2007年7月14日）まで使用された。第329回（2009年9月12日）でも使用された。
- 2015年にアニマックスにて放送された『新あたしンち』のオープニングテーマとしても使用された[3]。けらえいこの希望でオープニングテーマに採用された[4]。その際はタイトル表記が「LET'S GO! あたしンち」になっている[4]。テレビ朝日版で使用された物とは異なるアレンジが使用された[5]。
- 各キャラクターが1コーラスずつ交替で歌っており、母、みかん、ユズヒコ、父の順番となっている。サビが全員で歌っている[6]。テレビ放送でも各キャラクターそれぞれが使われている。ただし、父パートはレンタルDVDでは母パートに差し替えされている。
- カップリングの「情熱の赤いバラ」は母のソロ曲で[6]、同アニメの挿入歌として使用された。

## 収録曲
1. Let's Go! あたしンち [3:33]
歌：ザ・タチバナーズ
作詞：けらえいこ・井手コウジ、作曲：井手コウジ、編曲：鎌田雅人
2. 情熱の赤いバラ [2:08]
歌：母
作詞：けらえいこ、作曲：けらえいこ・増田俊郎、編曲：長尾ゆうたろう
3. Let's Go! あたしンち（オリジナルカラオケ） [3:32]

## 参加ミュージシャン
- コーラス：井手コウジ（#1）、鎌田雅人（#1）、大塚利恵（#1）
- ギター：長尾ゆうたろう（#2）
- エンジニア：飯尾芳史

## 収録アルバム
| 曲名                 | 収録アルバム                                     | 発売日        | 規格品番      |
| -------------------- | ------------------------------------------------ | ------------- | ------------- |
| Let's Go! あたしンち | 『CDツイン キッズ・ヒット・ベスト!』             | 2006年2月22日 | COCX-33554〜5 |
| Let's Go! あたしンち | 『人気テレビ テーマソング ベスト16』             | 2006年5月24日 | COCX-33659    |
| Let's Go! あたしンち | 『よいこのテレビアニメ&特撮ソング集 女の子向き』 | 2007年2月21日 | COCX-34163〜4 |
| 情熱の赤いバラ       | 『よいこのテレビアニメ&特撮ソング集 女の子向き』 | 2007年2月21日 | COCX-34163〜4 |

## スタッフクレジット
| 音楽プロデューサー       | 永田純                                     |
| 共同プロデューサー（#1） | 田村充義                                   |
| タイトルデザイン         | 岡山進矢                                   |
| AD                       | 山田伸哉                                   |
| スペシャルサンクス       | やすみ哲夫、梶淳、魁生聡、野口智、北井敦朗 |